# Cuculus optatus
Cuculus optatus là một loài chim trong họ Cuculidae.